# Oscar Gustav Rejlander
Oscar Gustav Rejlander (Suecia, 1813 - Clapham, 18 de enero de 1875) fue un fotógrafo y pintor sueco afincado en Inglaterra. Está considerado uno de los pioneros de la fotografía artística en la época victoriana, y experto en fotomontaje.

## Biografía
Su fecha exacta de nacimiento es incierta, aunque es muy probable que se produjera en el año 1813. Estudió arte en Roma, instalándose posteriormente en Lincoln (Inglaterra). Abandonó su profesión inicial de pintor y retratista de miniaturas, tras comprobar cómo la fotografía, recientemente inventada (1839), conseguía los logros que a él se le negaban. También se dice que su decisión fue motivada por los consejos recibidos de uno de los asistentes de William Fox Talbot.
Probablemente alrededor del año 1846 se instaló como retratista en la ciudad industrial de Wolverhampton. Más tarde, 1850, aprendió el proceso del colodión húmedo a gran velocidad, cambiando su actividad por un estudio de fotografía. En estos primeros momentos se dedicó al retrato fotográfico y a la fotografía de desnudo, para la que empleaba como modelos a chicas del circo de Madame Wharton, chicos de la calle y jóvenes prostitutas: su serie con Charlotte Baker alcanzó cierto éxito. La fotografía academicista se usaba en esa época, principalmente como apoyo al estudio de la figura humana para los pintores. Sin embargo, el límite entre estas fotografías y las consideradas "pornográficas" (ilegales aunque muy redituables para sus autores, por esos años) era difuso y siempre cuestionado.

## Obra fotográfica
Su obra fotográfica, realizada en estudio con el empleo de mucho atrezzo, se centra en los temas de la alegoría, el mito, la historia. Para la obtención de la obra final realiza previos bocetos y luego retoca los negativos (montando, coloreando, etc.) con tal maestría que no se nota el retoque. Esta técnica sería empleada por algunos artistas que experimentaron con la fotografía en las vanguardias del siglo XX, si bien sus objetivos eran radicalmente diferentes.
Acometió diversos experimentos para mejorar sus fotografías, incluyendo un procedimiento de impresión fotográfica del cual parece ser su inventor. Fue amigo y maestro de Lewis Carroll, quien recopiló la obra inicial de Rejlander y colaboró en resolver los problemas técnicos de este. A Rejlander se debe uno de los más conocidos retratos de Lewis Carroll.

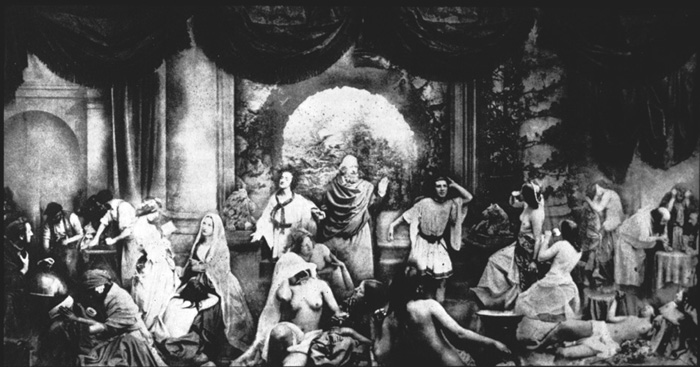
Los dos caminos de la vida, combinando 32 negativos diferentes, 1857.

 Participó en la Exposición de París de 1855, realizando dos años más tarde su obra más conocida, el trabajo alegórico titulado Los dos caminos de la vida (1857). La obra fue realizada mediante la combinación de 32 negativos. Exhibida por primera vez en Mánchester, para la realización de la obra empleó fondos pintados y realizó fotografías de los personajes por separado, en parejas, en tríos, etc. Si bien hay cierta incoherencia en la disposición de los personajes, resulta ser una fotografía muy lograda. Presenta una composición geométrica dividida por la figura del Patriarca, cuyo objetivo es ofrecer un mensaje moral: ubica personificaciones del mal (la lujuria, la gula y otros pecados cristianos) a la izquierda de la composición y las del bien a la derecha, trabajados de forma más luminosa y donde se pueden ver alegorías de la virtud, el trabajo, las buenas costumbres, etc. La obra presenta una fuerte referencia compositiva a la pintura renacentista "La Escuela de Atenas" de Rafael, más allá de sus diferencias temáticas.
Dada cuenta que la imagen muestra una parcial desnudez provocó cierto escándalo social, lo que le valió acusaciones sobre el empleo de jóvenes prostitutas como modelos. El escándalo fue acallado cuando la propia reina Victoria le encargó una copia para regalar al príncipe Alberto. Este hecho provocó su éxito comercial y su calificación como el fotógrafo del poder.
Trasladó su estudio a Londres en 1862 donde más tarde experimentaría con la doble exposición, el fotomontaje, la manipulación y el retoque fotográfico. Llegó a ser un experto en técnica fotográfica, convirtiéndose en maestro de otros fotógrafos y realizando diversas publicaciones, lo que le valió ser considerado como uno de los padres de la fotografía artística.

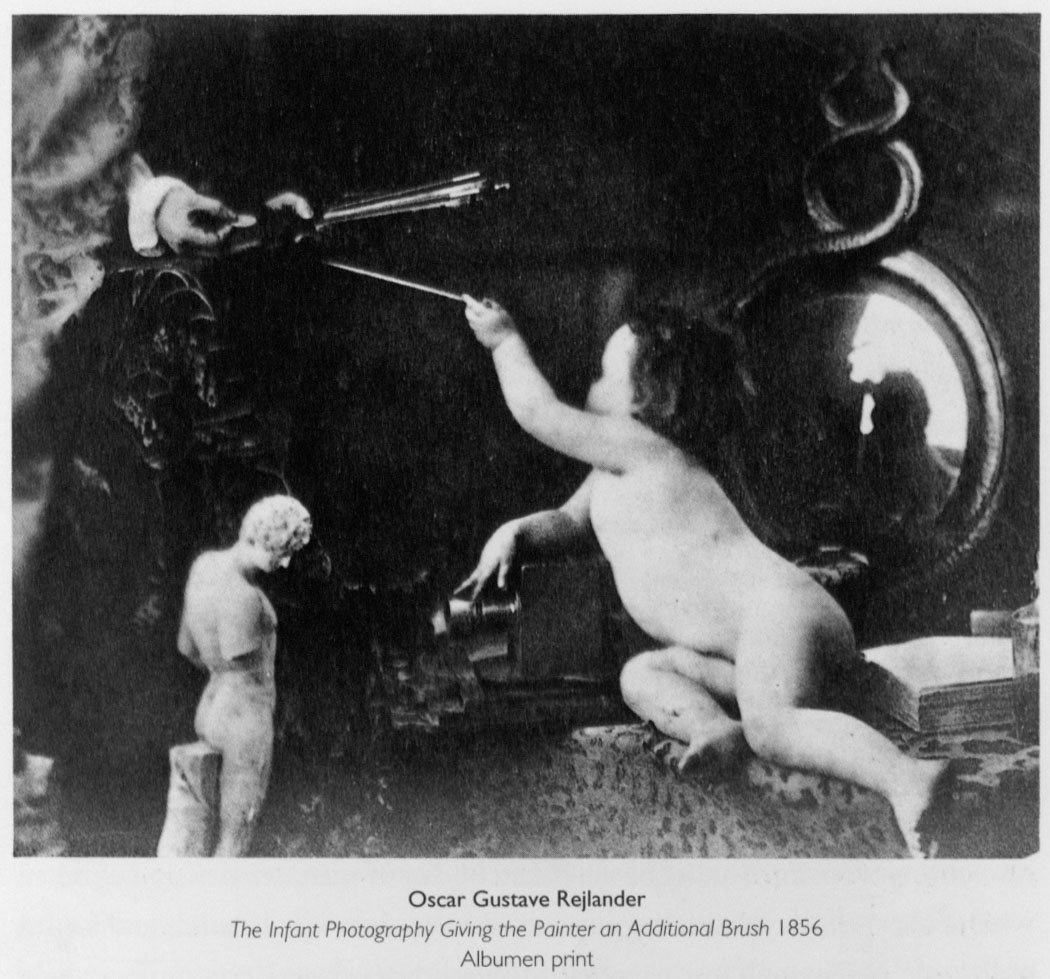
La fotografía en la infancia dándole un pincel adicional a la pintura, hacia 1856.

Sus obras se enmarcan dentro de la Fotografía academicista donde no se persigue un fin realista sino una recomposición ideal conforme a unas normas prefijadas, ideales y morales establecidas por la clase social conservadora. Su obra alegórica "La fotografía en la infancia dándole un pincel adicional a la pintura" representa acabadamente la propuesta de este precursor de la fotografía artística, cuyas iniciativas se convertirían más adelante en programa estético en el movimiento pictorialista: legitimar a la fotografía como una forma artística, a partir de homologarla a los procedimientos y cánones de las artes plásticas, especialmente de la pintura.
Otra de las obras conocidas de Rejlander, sobre todo por las críticas recibidas de sus detractores, es Rejlander el pintor presentando a Rejlander el voluntario, 1871. El autor busca en ella que se vea el truco a fin de que el espectador admire su técnica. La intención de la obra es mostrar la disposición del artista hacia el poder.